# La storia di Valentina Monetta
La storia di Valentina Monetta – debiutancki album studyjny sanmaryńskiej piosenkarki Valentiny Monetty, który został wydany 7 czerwca 2013.

## Lista utworów
| Nr  | Tytuł                                                          | Czas |
| --- | -------------------------------------------------------------- | ---- |
| 1.  | „Una giornata bellissima”                                      | 3:14 |
| 2.  | „L'amore verra”                                                | 2:28 |
| 3.  | „Diadaba Jazz”                                                 | 3:00 |
| 4.  | „Di mia proprieta”                                             | 3:31 |
| 5.  | „Think About”                                                  | 3:39 |
| 6.  | „My Funny Valentine” [Live Jazz Version]                       | 4:27 |
| 7.  | „The Social Network Song (Uh Oh-Uh-Oh Oh)” [Live Jazz Version] | 5:18 |
| 8.  | „Facebook (Uh Oh Oh)” [Euroclub Version]                       | 5:37 |
| 9.  | „I'll Follow the Sunshine”                                     | 2:54 |
| 10. | „Crisalide (Vola)”                                             | 2:56 |
| 11. | „Chrysalis (You'll Be Flying)” [Dance Version]                 | 4:27 |
| 12. | „Crisalide (Vola)” [Jazz Version]                              | 3:37 |
| 13. | „Chrysalis (You'll Be Flying)” [Radio-Pop-Version]             | 3:29 |
| 14. | „Chrysalis (You'll Be Flying)” [Radio-Jazz-Version]            | 3:37 |
| 15. | „Crisalide (Vola)” [Radio-Pop-Version]                         | 3:29 |
| 16. | „Chrysalis (You'll Be Flying)” [English Version]               | 2:56 |
| 17. | „Crisalide (Vola)” [Dance Version]                             | 4:27 |